# Convalida (diritto civile)
La convalida, nel diritto civile italiano, è la manifestazione di volontà con la quale la parte, legittimata a far valere l'invalidità di un negozio giuridico, rinuncia a tale suo diritto, con la conseguenza di stabilizzare l'efficacia, tipicamente provvisoria, del negozio giuridico invalido.
La convalida deve essere tenuta distinta dalla conferma, prevista per il testamento nullo (art. 590 c.c.) e per la donazione nulla (art. 799 c.c.), che consente all'atto, ancorché nullo, di produrre i suoi effetti.

## Annullabilità (art. 1444 c.c.)
Il contratto annullabile può essere convalidato dal contraente al quale spetta l'azione di annullamento mediante un atto che contenga la menzione del contratto, il motivo di annullabilità e la dichiarazione che s'intende convalidarlo.
Il contratto è pure convalidato se il contraente al quale spettava l'azione di annullamento vi ha dato volontariamente esecuzione conoscendo il motivo di annullabilità.
La convalida non ha effetto se chi l'esegue non è in condizione di concludere validamente il contratto.

## Inammissibilità della convalida: nullità (1423 c.c.)
Il contratto nullo non può essere convalidato se la legge non dispone diversamente.

## Inammissibilità della convalida (art. 1451 c.c.)
Il contratto rescindibile non può essere convalidato.
| Controllo di autorità | Thesaurus BNCF 28529 |